# Andy Panayi

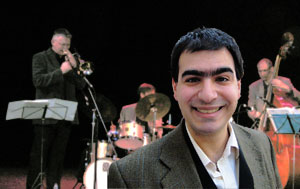
Andy Panayi

Andy Panayi (* 18. Januar 1964 in London) ist ein britischer Jazzmusiker (Tenor- und Altsaxophon, Flöte, Komposition).

## Leben und Wirken
Panayi stammt aus einer Familie griechisch-zypriotischen Ursprungs (sein Vater war professioneller Bouzoukispieler). Er begann auf der Flöte, um dann in Tanzbands Baritonsaxophon zu spielen, bevor er auf das Alt- und Tenorsaxophon wechselte. Er trat in vielen lokalen Bands auf, als Flötist auch mit dem London School’s Symphony Orchestra. Er studierte am Trinity College of Music und spielte im National Youth Jazz Orchestra, mt dem er auch auf Tournee ging. Er arbeitete zunächst als Theatermusiker und mit den Blow Monkeys. In den 1990er Jahren gehörte er zum Quartett von Alec Dankworth und der Dankworth Generation Band; zeitweilig war er auch Mitglied des Saxophonquartetts  Itchy Fingers. Ab Mitte des Jahrzehnts leitete er eine eigene Band, trat aber auch bei Tommy Smith und bei Stan Tracey auf. Dann leitete er ein Quartett mit Mark Nightingale, war aber auch bei Matt Wales, Damon Brown, Humphrey Lyttelton, SeptPiece und in der BBC Radio Big Band tätig. Weiterhin trat er mit Abdullah Ibrahim, Freddie Hubbard, Louis Bellson, Ed Thigpen, Phil Woods, Roy Hargrove, Ronnie Scott, Billy Cobham und John Mayer auf. Auf dem Scarborough International Jazz Festival führte er 2009 eine größere eigene Komposition für Bigband und Solisten auf.
Panayi hat zwischen 1985 und 2015 72 Tonträger im Bereich des Jazz aufgenommen. Als Studiomusiker war er auch für Marlene VerPlanck, Suzi Quatro, Shirley Bassey, Paul McCartney, Elvis Costello, Amy Winehouse und Helen Shapiro tätig. Er erreichte mehrfach Spitzenplätze bei den British Jazz Awards.

## Lexikalische Einträge
- John Chilton: Who’s Who of British Jazz. Continuum, London 2004, ISBN 0-8264-7234-6